# 鳩摩羅天

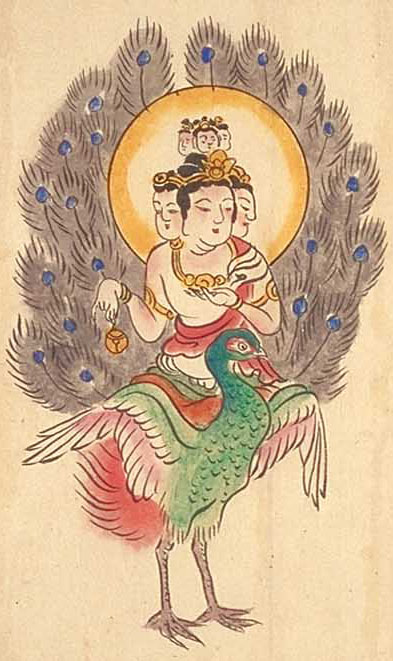
鳩摩羅天　図像抄（平安時代）

鳩摩羅天（くまらてん、サンスクリット語: कुमार、Kumāra）は、仏教の天部の一。倶摩羅天とも表記される。梵名は「クマーラ」で童子を意味し、無執着の徳を表すという。大自在天（ヒンドゥー教のシヴァ神に相当）の息子とされており、韋駄天と同一視される。起源はヒンドゥー神スカンダ (Skanda) であり、クマーラはその別名。
韋駄天が軍神として甲冑姿で描かれるのに対して、鳩摩羅天は孔雀に乗る少年神として描かれることが多く、オリジナルであるスカンダ神の姿に近い。
妃は七母女天（焔摩七母天）の1人で鳩摩利（クマリー）という。密教の曼荼羅では六面童子形で金剛鉤を持った姿で西方に配される。韋駄天と比べると単独での崇拝や像の作例は少ない。